# Silometopoides pampia
Silometopoides pampia là một loài nhện trong họ Linyphiidae.
Loài này thuộc chi Silometopoides. Silometopoides pampia được Ralph Vary Chamberlin miêu tả năm 1949.